# 教育同人社
株式会社教育同人社（きょういくどうじんしゃ）は、東京都豊島区に本社を置く出版社である。主に小学校の教材・教具、副読本を企画開発・刊行している。
東京都豊島区の本社以外にも、埼玉県比企郡滑川町に「東松山流通センター」、埼玉県比企郡嵐山町に「嵐山流通センター」を設置し、教材を全国に配送している。
リアル熟議の活動を全国で企画・開催しており、2011年に文部科学省から民間企業で初の後援を得た。
デジタルでの情報発信も積極的に行なっており、自社のWEBサイト以外にも、twitterやFacebookページなどのソーシャルメディアを利用している。